# Tommaso Burato
Tommaso Burato, nato Tommaso Giovanni Marin Burat (Ragusa, 27 marzo 1840 – Zara, 17 gennaio 1910) è stato un fotografo dalmata, fu uno dei più importanti fotografi attivi in Dalmazia nella seconda metà del XIX secolo ed il fondatore del primo istituto per la stampa fotomeccanica della Dalmazia.

## Biografia
Si suppone che il padre, Miho (Michele), avesse una bottega e che la madre fosse Vincenza Knežević. Il cognome Borat fu italianizzato in Burato come del resto era abbastanza diffuso fra i dalmati della costa. Apprese l'arte della fotografia a Ragusa di Dalmazia. Nel 1863 si trasferì a Padova per frequentare la facoltà di farmacia della locale università. Terminati gli studi, quando tornò nella città natale prese a lavorare come fotografo. In ogni caso secondo le notizie pubblicate sui giornali dell'epoca, risulterebbe che egli abbia iniziato l'attività pubblica attorno al 1860, ma secondo il logo di alcune foto egli praticava la fotografia già nella città veneta. Fu premiato ad una mostra di Trieste nel 1871 e all'Esposizione universale di Vienna del 1873. In quest'ultimo anno Burato si trasferì da Ragusa alla città di Zara, dove è noto con certezza che i primi fotografi professionisti furono tre farmacisti, tra i quali figurava proprio Burato assieme a Josip Brčić e Nikola Andrović.
In occasione della visita di Francesco Giuseppe a Zara, Burato donò all'imperatore un album fotografico intitolato Albo della ducale città di Zara con 20 vedute della città dalmata. Le foto sono accompagnate da testo e questo album è considerato una delle prime monografie fotografiche in Croazia. Il 4 marzo 1876 venne insignito del titolo di Fotografo di Corte Reale e Imperiale. Pubblicò un secondo album undici anni più tardi in occasione della visita a Zara dell'arciduca Rodolfo. Un terzo album fu realizzato in occasione del trentennale del vescovado di Pietro Doimo Maupas. In occasione dell'Esposizione universale di Parigi del 1878 Burato fu premiato con un diploma honoris causa e successivamente iscritto nell'"Académie nationale agricole, manufacturiére et commerciale" di Parigi. Negli anni successivi ottenne altri riconoscimenti, tra cui uno vinto a Madrid. Burato morì dopo lunga malattia.
I suoi album e le fotografie sono conservati in musei e in varie istituzioni scientifiche di Zara quali il Museo Archeologico, il Museo Nazionale, l'Archivio di Stato, la Biblioteca Scientifica e in collezioni private.